# ジル・サンダー
ハイデマリー・イリーネ・ザンダー（ドイツ語: Heidemarie Jiline Sander, 1943年11月27日 - ）、通称ジル・ザンダー（Jil Sander）は、ドイツ出身のファッションデザイナーであり、また本人が立ち上げた世界的ファッションブランドである。
企業としてはジル・サンダーを商号・ブランド名として使用していた。プラダグループなどを経て、2014年以降オンワードホールディングス（オンワード樫山）の傘下にあり、現在はOTBグループが全株式を所有する。
「ジル・サンダー」は英語読みの「ヘイドメリー・ジリーン・サンダー」からきていると言われる。
これまで企業としてのジル・サンダーは、ハンブルク、ベルリン、パリ、ミラノ、ロンドン、NY、東京、モスクワ、上海、ソウル、ドバイ、シンガポールやバンコクなど、世界各国にブティックを展開している。名門ブランドとして80年代末よりミラノ・コレクションを牽引し続けている。

## 人物としてのジル・ザンダー
ドイツ北部のシュレスヴィヒ＝ホルシュタイン州ヴェッセルブレン出身。ハンブルクのクレフェルト・スクール・オブ・テキスタイル専門学校を卒業して、テキスタイル・エンジニアとして働いた。その後、渡米してカリフォルニア大学に2年間留学した。留学後、ニューヨークの出版社に就職し、「マッコールズ（McCall's）」、「コンスタンス（Constance）」など女性専用の各雑誌のファッション・ジャーナリストとして活躍した。その後、1965年ドイツに帰国、1968年にハンブルクにブティックを開設して自らの会社を立ち上げたが、当初は主に「ソニア・リキエル」などを取り扱う、セレクトショップの形態の店舗であった。
1999年のプラダ系列への統合後、親会社となったプラダと価値観が衝突することがたびたびあり、2000年には一度自社の経営から撤退した。2003年にクリエイティブ・ディレクターの座に復帰したが、その後もプラダとの方向性の不一致から2004年に再度辞任した。これ以降、ジル・ザンダーは長らくファッションの表舞台から姿を消したが、2009年3月、ユニクロを運営する日本のファーストリテイリング社がジル・ザンダーが代表を務めるコンサルティング会社との間にデザインコンサルティング契約をしたと発表。ユニクロの高価格ラインである「+J」のデザインと、ユニクロの商品全体の監修を行った。2011年6月23日、デザインコンサルティング契約を終了すると発表され、「+J」も2011年秋冬シーズンをもって終了した。
2012年、ジル・サンダー社はラフ・シモンズの後任として、ジル・ザンダーがクリエイティブ・ディレクターに復帰すると発表。2013年S/Sシーズンより、再びデザインを手掛け2014年A/Wまで担当した。
2020年秋からユニクロで「+J」コレクションを再び担当する。

## 企業としてのジル・サンダー
- 1968年にハンブルクにブティックを開設して自らの会社を設立。
- 1973年 - パリプレタポルテ・コレクションに進出。しかし、評価は芳しくなく、1980年に撤退。
- 1985年 - ミラノを拠点として再出発。1987年のミラノコレクションで脚光を浴び、トップブランドの座に登りつめた。
- 1997年 - 1997-98A/Wシーズンより、メンズコレクションを発表。
- 1999年 - プラダがジル・サンダーの株式全体の75%を取得し、プラダ系列ブランドとなる。成長を続けるジル・サンダーが、アジア金融危機などを経て継続的で強力な経営パートナーシップを求めていたというのが主な理由である。
- 2000年1月 - 創業者ジル・ザンダーが一時経営から退く。素材のコスト削減や、シルエットの再考を求めるプラダとの意見の対立が辞任の理由とされている。2001S/Sシーズンは、残ったデザインチームがデザインを手がけた。
- 2001年 - 2001-02A/Wシーズンより、クリエイティブ・ディレクターにユーゴスラビア系フランス人のミラン・ヴィクミロヴィッチが就任。パリ1区サントノレ通りの有名セレクトショップ「コレット」のクリエイティブ・ディレクター兼バイヤーを経て、グッチのデザイン・ディレクター。ミランは2003A/Wシーズンまでブランドのディレクションを手掛けた。
- 2003年5月 - 前任のクリエイティブ・ディレクター、ミラン・ヴィクミロヴィッチの契約満了と共に、創業者が経営陣に復帰、プラダグループの経営幹部として迎えられる。2004年S/Sシーズンより再びジル・ザンダーがデザインを手掛け、2004S/Sのメンズはミランの残したデザイン画を元に展示会形式で発表。また、いくつかの店舗やブランドの基本的なアイテムのデザインを一新した。
- 2004年11月 - ミラノコレクションでの2005年S/Sシーズンの発表を最後に、創業者がクリエイティブ・ディレクターを再び辞任。主な理由は、プラダグループ総帥のパトリッツィオ・ベルテッリ（Patrizio Bertelli）との経営方針に相違が生まれたこととされ、比較的利益率の高いバッグやアクセサリー類の販売強化を推し進めようとしたプラダグループに反発し辞任したものと言われている。ブランドは再びデザインチームによって手掛けられる。
- 2005年5月 - ベルギーのデザイナー、ラフ・シモンズを新たなクリエイティブ・ディレクターに起用。2006年A/Wシーズン以降ラフ・シモンズがデザインディレクションを手掛けている。
- 2006年2月 - イギリスの投資会社Change Capital Partners (CCP)に1億2000万ドルで売却され、プラダ系列の手を離れる。
- 2007年A/Wシーズンより、シューズやバッグ、アクセサリーラインを展開。
- 2008年9月 - 日本のオンワードホールディングスにより買収される。買収額は2億4400万ドルと発表されている。
- 2009年 - 2009-10A/Wシーズンより、イタリアのジュエラー・ダミアーニとの契約によりジュエリーと時計を展開。また「アルビゼッティ」とのライセンス契約により、アンダーウェアとビーチウェアも展開。なお2010年までに契約期間は終了している。
- 2011年 - 2011S/Sシーズンより、セカンドライン「JIL SANDER NAVY」を展開。
- 2012年2月 - ジル・サンダー社はクリエイティブ・ディレクターのラフ・シモンズが25日の2012年A/Wミラノコレクションをもって辞任すると発表。翌日、後任のクリエイティブ・ディレクターには創業者のジル・ザンダーが復帰すると発表した。
- 2013年 - 2014S/Sシーズンのコレクションを最後に、創業者がクリエイティブ・ディレクターを退任。その後はデザインチームが手がける。
- 2014年 - クリエイティブ・ディレクターにプラダなどで経験を積んだロドルフォ・パリアルンガが就任。2015年春夏シーズンよりコレクションを発表する。また、ジル・サンダー・ジャパンの商号が株式移転によりオンワードグローバルファッション (OGF)と改められる。ソニア・リキエル、ミッソーニなど同系列の他ブランドを含んだ事業会社となる[8]。
- 2017年 - ロドルフォ・パリアルンガが退任。後任として、4月より夫婦デザイナーデュオ、ルーシー＆ルーク・メイヤー夫妻が就任した。[9]ルーシー・メイヤーはディオール出身。ジル・ザンダー退任後ディオールのアーティスティック・ディレクターを務めたラフ・シモンズの下ヘッドデザイナーを務めていた。ルーク・メイヤーはシュプリームを経て自身のブランドOAMCも手掛けている。[10]
- 2018年 - ジル・サンダー公式LINE@アカウント開設。ブランド初の試みとなる日本独自のSNSアカウントをスタートした。[11]
- 2021年 - OTBグループ（英語版）が オンワードホールディングスからジル・サンダーを買収[12][13][14][15]。
- 2024年 - 過去最大規模となる旗艦店を銀座に構えた[16]。

## デザインの傾向
ブランドの代表的なルックは、高品質な素材とカッティング、卓越した縫製技術や厳密なディティールで作られたシンプルなシャツ、スーツ、コートなどで、贅沢さと機能性を両立したものである。「Design Without Decoration」をコンセプトに、引き算によって描かれたデザインと、素材やシルエットの美しさによって、外面だけでない、本人の内面の豊かさをも引き出すことが目的とされる。1980年代末よりキャリアウーマンを始めとする顧客層を中心に受け入れられるようになった。また1997年以降紳士服も展開している。
ミニマリズムの代表的存在であるとされる（ただし、ジル・ザンダー本人はミニマリストと安易に呼ばれることを非常に嫌っている）が、同じくミニマリズムとして代表的なヘルムート・ラング（こちらも旧プラダ・グループ）と比べ、ややビジネスライクで空気を纏うようなデザインが特徴的。
服飾関連商品以外に、香水も展開している。

### ユニクロ
ユニクロ「+J」とジル・サンダー社については、しばしば混同されることがあるが、現在ジル・ザンダーは自らの立ち上げた会社からすでに撤退し、ジル・サンダー社の商品のデザインはラフ・シモンズ、のちにデザインチームにより行われている。
「+J」はユニクロのレーベルであるのに対し、ジル・サンダー社はオンワードの傘下であるため、両者の間には資本関係も、経営的な協力やコラボレーション等も一切存在しない。つまり、「+J」はジル・ザンダーがデザインした商品だが、ジル・サンダー社そのものとは関係がない。存命で引退していないデザイナーが自ら立ち上げた会社を辞任した後、他の企業のブランドでデザインをするというケースはあまり多くない。
なお、ユニクロとコンサルティング契約を結んだ理由について、ジル・ザンダーは以下のように語っている。
多くの提携依頼がありましたが、私は完璧主義の慎重派なのでめったに応じなかった。ユニクロからの話には驚きましたが、経験や技術をこれからの時代に生かせる、最も適切で革新的な企画ではないかと気づきました。私は高品質と純粋さを追求してきました。ユニクロは高機能素材を作り、世界の適所で生産して低価格を実現している。力を合わせれば、美しく快適で、シンプルさの中に知性やぜいたくさが感じられる服が作れるのでは。それこそ全く新しい、近未来のファッションだと思います。人々の関心は、食や生活品などにあり、高級服はあまり売れなくなった。プレタポルテが高くなりすぎたせいもありますが、アイポッドのように世界中の多くの人が普通に買える、洗練された規格品が服にも必要です。ベーシックで体にフィットするTシャツやジャケット、コートを作りたい。値段は今までの服の100分の1くらいだけれど、最新の技術があればできる。この仕事は私から人々への贈り物なのです。

## デザイナー
- ジル・ザンダー（〜2000A/W、2004S/S〜2005S/S、2013S/S〜2014S/S[17]）
- ミラン・ヴィクミロヴィッチ（2001A/W〜2003A/W）
- ラフ・シモンズ（2006A/W〜2012A/W）
- ロドルフォ・パリアルンガ（2015S/S〜2017A/W）
- ルーシー＆ルーク・メイヤー夫妻（2018S/S〜）

※クリエイティブ・ディレクター不在時にはディレクションはデザインチームによって行われている。